# DSPC
La distearoilfosfatidilcolina (DSPC) è una fosfatidilcolina, un tipo di fosfolipide. È un costituente naturale delle membrane cellulari come ad esempio le fosfatidilcoline di soia sono per lo più fosfatidilcoline a 18 atomi di carbonio diverse (inclusa una minoranza di DSPC saturati), e la loro idrogenazione si traduce in DSPC dell'85%. Può essere utilizzato per preparare nanoparticelle lipidiche che vengono utilizzate nei vaccini mRNA. In particolare, fa parte come componente dei farmaci per il Vaccino anti COVID-19 Moderna e il Vaccino anti COVID-19 Pfizer-BioNTech.